# Bathytoma
Bathytoma is een geslacht van weekdieren uit de klasse van de Gastropoda (slakken).

## Soorten
- Bathytoma agnata Hedley & Petterd, 1906
- Bathytoma arbucklei Kilburn, 1986
- Bathytoma atractoides (Watson, 1881)
- Bathytoma badifasciata Puillandre, Sysoev, Olivera, Couloux & Bouchet, 2010
- Bathytoma bartrumi Laws, 1939 †
- Bathytoma belaeformis (Sowerby III, 1903)
- Bathytoma bitorquata (Martens, 1901)
- Bathytoma boholica Parth, 1994
- Bathytoma carnicolor Puillandre, Sysoev, Olivera, Couloux & Bouchet, 2010
- Bathytoma cataphracta (Brocchi, 1814) †
- Bathytoma consors Puillandre, Sysoev, Olivera, Couloux & Bouchet, 2010
- Bathytoma coweorum Beu, 1970 †
- Bathytoma cranaos Puillandre, Sysoev, Olivera, Couloux & Bouchet, 2010
- Bathytoma discors Powell, 1942 †
- Bathytoma engonia (Watson, 1881)
- Bathytoma episoma Puillandre, Sysoev, Olivera, Couloux & Bouchet, 2010
- Bathytoma filaris (Marwick, 1931) †
- Bathytoma finlayi Laws, 1939 †
- Bathytoma fissa (Martens, 1901)
- Bathytoma formosensis Vera-Peláez, 2004
- Bathytoma fortinodosa (Marwick, 1931) †
- Bathytoma gabrielae Bozzetti, 2006
- Bathytoma gordonlarki Tucker & Olivera, 2011
- Bathytoma haasti (Hutton, 1877) †
- Bathytoma hawera (Laws, 1940) †
- Bathytoma hecatorgnia (Verco, 1907)
- Bathytoma hedlandensis Tippett & Kosuge, 1994
- Bathytoma helenae Kilburn, 1974
- Bathytoma hokianga Laws, 1947 †
- Bathytoma lacertosus (Hedley, 1922)
- Bathytoma luehdorfi (Lischke, 1872)
- Bathytoma media (Marwick, 1931) †
- Bathytoma mitchelsoni Powell, 1935 †
- Bathytoma mitrella (Dall, 1881)
- Bathytoma murdochi Finlay, 1930
- Bathytoma neocaledonica Puillandre, Sysoev, Olivera, Couloux & Bouchet, 2010
- Bathytoma netrion Puillandre, Sysoev, Olivera, Couloux & Bouchet, 2010
- Bathytoma ngatapa (Marwick, 1931) †
- Bathytoma oldhami (E. A. Smith, 1899)
- Bathytoma paratractoides Puillandre, Sysoev, Olivera, Couloux & Bouchet, 2010
- Bathytoma parengonia (Dell, 1956)
- Bathytoma paucispiralis (Powell, 1942) †
- Bathytoma pergracilis (Marwick, 1931) †
- Bathytoma praecisa (Marwick, 1931) †
- Bathytoma prior (Vella, 1954) †
- Bathytoma proavita (Powell, 1942) †
- Bathytoma prodicia Kilburn, 1986
- Bathytoma profundis (Laseron, 1954)
- Bathytoma punicea Puillandre, Sysoev, Olivera, Couloux & Bouchet, 2010
- Bathytoma regnans Melvill, 1918
- Bathytoma solomonensis Puillandre, Sysoev, Olivera, Couloux & Bouchet, 2010
- Bathytoma somalica Ardovini, 2015
- Bathytoma stenos Puillandre, Sysoev, Olivera, Couloux & Bouchet, 2010
- Bathytoma tenuineta (Marwick, 1931) †
- Bathytoma tippetti Vera-Peláez, 2004
- Bathytoma tuckeri Vera-Peláez, 2004
- Bathytoma viabrunnea (Dall, 1889)
- Bathytoma virgo (Okutani, 1966)
- Bathytoma visagei Kilburn, 1973
- Bathytoma wairarapaensis Vella, 1954 †